# Modène
Pour les articles homonymes, voir Modène (homonymie) et Modena (homonymie).
Modène (en italien : Modena) est une ville italienne, chef-lieu de la province du même nom située dans la région Émilie-Romagne. Avec environ 185 180 habitants (2024), Modène est la 21e ville d’Italie par sa population.
Modène et ses alentours sont souvent considérés comme un lieu de pèlerinage de la gastronomie italienne, avec leurs nombreuses spécialités reconnues au niveau international comme le vinaigre balsamique, les tortellini, le parmigiano Reggiano, etc. La ville est aussi au centre d'une importante concentration industrielle particulièrement significative du prestige automobile italien, puisque dans un petit périmètre autour de Modène sont situées les entreprises Ferrari, Maserati, Lamborghini et Pagani.
Modène possède par ailleurs trois monuments classés au patrimoine mondial de l'UNESCO depuis 1997 : la cathédrale de Modène, la Torre Ghirlandina et la Piazza Grande.

## Géographie

### Localisation
La ville de Modène se situe en Italie septentrionale, dans la région d'Émilie-Romagne, au centre de la province du même nom dont elle est le chef-lieu. La ville se situe sur la Via Emilia, route romaine qui va de Piacenza à Rimini sur la côte Adriatique. Au cœur de la vallée du Pô, la ville est entourée de deux rivières, la Secchia et le Panaro, deux affluents du Pô, le plus important fleuve italien. La ville s'élève en moyenne à 34 mètres, dans une zone complètement plate. Au sud de la province de Modène se trouve le parc régional de l'Appennino modenese (Les Apennins modènois), au cœur de la chaîne de montagne des Apennins, Modène se situant au nord du massif Apennin tosco-émilien.

### Communes limitrophes
Les communes limitrophes sont Bastiglia, Bomporto, campogalliano, Carpi, Casalgrande, Castelfranco Emilia, Castelnuovo Rangone, Nonantola, San Cesario sul Panaro, Soliera, Spilamberto, Formigine et Rubiera.
La ville se situe à 37 kilomètres de Bologne, à 165 kilomètres de Milan, à 260 kilomètres de Turin et à 330 kilomètres de Rome.

## Transports

### Réseau routier
Modène est le point de départ de l'autoroute A22 du Brenner qui s'étend jusqu'à la frontière autrichienne. L'autoroute A1 qui relie Milan à Naples, dite autoroute du soleil, dessert également Modène avec deux échangeurs, Modène Nord et Sud. La ville est aussi entourée d'une rocade, la Tangenziale de Modène (it) à 2x2 et 2x3 voies.

### Réseau ferroviaire
Modène se trouve sur la ligne de chemin de fer Milan-Bologne. C'est le terminus de la ligne des Ferrovie dello Stato Italiane (FS) (it) vers Mantoue et Vérone et de la ligne FER vers Sassuolo. La LGV Milan - Bologne passe sur le territoire de la commune de Modène.

### Réseau aérien
Modène est doté d'un petit aéroport disponible uniquement pour les vols touristiques et privés. La ville est reliée à l'aéroport de Bologne par le biais d'une navette.

### Transports publics
Les transports publics urbains, comprenant 12 lignes de bus, sont gérés par la société publique SETA SpA.
La ville dispose d'un vaste réseau de trolleybus, composé de 3 lignes, qui a remplacé le réseau de tramway de Modène (it) en 1950. La municipalité met à disposition des vélos pour circuler dans le centre-ville.

## Histoire
Les premières traces d'occupation humaine sur le territoire de Modène datent du Néolithique, dont des statuettes de l'époque ont été retrouvées. Les fondations de la ville remonteraient aux alentours du VIe siècle av. J.-C., lorsque la ville alors nommée « Mùtina », était étrusque. « Mùtina » subit les invasions gauloises au IVe siècle av. J.-C. et passa en 183 av. J.-C. au pouvoir la République romaine, qui lui accorda diverses franchises. La ville a été ensuite le théâtre de plusieurs batailles pour le pouvoir dans les guerres civiles de l'Empire romain, et fut au Ve siècle intégrée au royaume ostrogoth d'Italie. Elle était entre-temps devenue chrétienne, notamment par la prédication de Géminien de Modène entre 358 et 397 : il est, depuis, le saint patron de la ville.
Dans l'antiquité tardive, au VIe siècle, Modène redevient, au terme de la guerre des Goths, une ville romaine, mais à la fin du siècle, elle passe tout près de la destruction à la suite de pluies diluviennes et d'une violente crue du Pô. Les populations ont dû se réfugier dans la commune voisine de Cittanova. Modène échoit au royaume lombard en 727, et subit plusieurs invasions hongroises. En 1135 des chartes témoignent de l'indépendance de la ville. Au Moyen Âge, en 1452, le duché de Modène voit le jour. Le pouvoir du duché est obtenu par les ducs d'Este, et durablement à partir de 1598 lorsque la famille d'Este perd le siège de Ferrare.
En 1796 arrivent les troupes françaises dirigées par Napoléon Bonaparte qui impose la République cisalpine. Le pouvoir reviendra finalement à la famille d'Este en 1815 avec Francesco IV puis Francesco V qui capitulera en 1859 devant les Piémontais : le royaume d'Italie prend la suite. L'industrie se développe à la fin du XIXe siècle et notamment celle du tabac. Les premières lignes ferroviaires permettent de relier Modène à Sassuolo, Nonantola, Finale Emilia, Vignola, Maranello. Au cours du XXe siècle, Modène s'impose petit à petit comme un haut lieu de l'industrie automobile, avec, dans les années 1930, l'implantation de l'usine de tracteurs Fiat et la naissance de la scuderia Ferrari.
Durant la Seconde Guerre mondiale lorsque l'Italie passe de l'Axe aux Alliés, la Wehrmacht occupe le pays dès septembre 1943 : Modène et ses communes connaissent destructions, massacres, pillages, humiliations de la part des occupants allemands et de la milice fasciste, sans compter les bombardements alliés (1943-1945) qui ont détruit pratiquement tout le centre-ville, faisant 368 morts et 879 blessés. 
La ville fut libérée le 22 avril 1945 par des unités du 4e corps de la 5e Armée des États-Unis. Modène étant une ville industrielle, elle comptait beaucoup d'ouvriers et de cheminots : malgré la répression, la Résistance, notamment communiste a été très active sur le territoire avec ses « Groupes d'Action Partisane » (GAP). Après la guerre, cette région qui, pendant les vingt années du régime de Mussolini, était appelée « le Triangle noir » (car les fascistes y étaient nombreux et enthousiastes) prit le nom de « Triangle rouge » et ce fut, dans les deux cas, un « Triangle de la mort » (dénomination employée par plusieurs historiens en raison des règlements de compte sanglants, véritable guerre civile entre 1946 et 1948, entre les anciens miliciens fascistes et les partisans communistes,).

## Démographie

### Évolution de la population
| 1861   | 1901   | 1921   | 1951    | 1961    | 1971    | 1981    | 1991    | 2001    |
| ------ | ------ | ------ | ------- | ------- | ------- | ------- | ------- | ------- |
| 52 629 | 63 012 | 81 590 | 111 364 | 139 183 | 171 072 | 180 312 | 176 990 | 175 502 |

| 2012    | 2021    | 2024    | - | - | - | - | - | - |
| ------- | ------- | ------- | - | - | - | - | - | - |
| 185 706 | 184 971 | 185 180 | - | - | - | - | - | - |

### Ethnies et minorités étrangères
Selon les données de l’Institut national de statistique (ISTAT) au 1er janvier 2015 la population étrangère résidente était de 28 640 personnes.
Les nationalités majoritairement représentatives étaient :
| Pos. | Pays        | Population |
| ---- | ----------- | ---------- |
| 1    | Maroc       | 3275       |
| 2    | Roumanie    | 3069       |
| 3    | Ghana       | 2826       |
| 4    | Philippines | 2816       |
| 5    | Albanie     | 2406       |
| 6    | Moldavie    | 1938       |
| 7    | Ukraine     | 1846       |
| 8    | Tunisie     | 1134       |
| 9    | Nigeria     | 1059       |
| 10   | Chine       | 1023       |

## Administration

### Liste des maires
| Période                                  | Période  | Identité              | Étiquette      | Qualité |
| ---------------------------------------- | -------- | --------------------- | -------------- | ------- |
| 1945                                     | 1962     | Alfeo Corassori       | PCI            | Sindaco |
| 1962                                     | 1972     | Rubes Triva           | PCI            | Sindaco |
| 1972                                     | 1980     | Germano Bulgarelli    | PCI            | Sindaco |
| 1980                                     | 1987     | Mario Del Monte       | PCI            | Sindaco |
| 1987                                     | 1992     | Alfonsina Rinaldi     | PCI            | Sindaco |
| 1992                                     | 1994     | Pier Camillo Beccaria | PDS            | Sindaco |
| 1994                                     | 1995     | Mariangela Bastico    | PDS            | Sindaco |
| 1995                                     | 2004     | Giuliano Barbolini    | PDS puis DS    | Sindaco |
| 2004                                     | 2014     | Giorgio Pighi         | DS puis PD     | Sindaco |
| 2014                                     | 2024     | Gian Carlo Muzzarelli | PD             | Sindaco |
| 2024                                     | En cours | Massimo Mezzetti      | Ind. de gauche | Sindaco |
| Les données manquantes sont à compléter. |          |                       |                |         |

### Hameaux
Albareto, Baggiovara, Ca' Fusara, Cognento, Cittanova, Collegara, Ganaceto, Lesignana, Marzaglia, Navicello, Portile, San Damaso, San Donnino, Tre Olmi, Villanova

### Communes limitrophes
Bastiglia, Bomporto, Campogalliano, Carpi, Casalgrande, Castelfranco Emilia, Castelnuovo Rangone, Formigine, Nonantola, Rubiera, San Cesario sul Panaro, Soliera, Spilamberto

## Économie

### Domaine automobile
La province de Modène est un important territoire agricole, c'est de là qu'est né un savoir-faire autour de la fabrication de tracteurs et la mécanique en général. C'est ainsi qu'à partir des années 1930 et la création de l'entreprise Ferrari, Modène est devenu petit à petit un important centre industriel d'automobiles de haut niveau. La ville se situe au cœur de la « Motor Valley » qui regroupe entre Parme et Saint-Marin certains des groupes automobiles et motos les plus prestigieux, ainsi que de nombreux musées et circuits. Dans un cercle de moins de vingt kilomètres autour de Modène siègent les entreprises Lamborghini, Pagani, Ferrari et Maserati.
La première de ces entreprises prestigieuses sortie de terre à Modène est Ferrari, en 1929. Fondée par Enzo Ferrari, l'entreprise à sa création collaborait pour le groupe Alfa Romeo. C'est en fait en 1947 que la première voiture Ferrari de ce nom sort de l'usine de Maranello : la Ferrari 125 S. Depuis, le siège de l'entreprise est toujours resté à Maranello.
L'entreprise Maserati quant à elle a été créée en 1914 puis a déménagé à Modène en 1940 à la suite du rachat de l'entreprise par Adolfo Orsi, riche industriel de la région. Le constructeur Lamborghini est né en 1951, sous le nom de « Trattori Lamborghini », puisqu'il s'agissait à l'origine d'une production de tracteurs. C'est en 1963 que Ferruccio Lamborghini, créateur de l'entreprise, se lance dans la construction automobile.
La dernière arrivée sur le marché est la société Pagani, créée en 1999 par Horacio Pagani. Basée à San Cesario sul Panaro, l'entreprise construit des voitures de grand tourisme très luxueuses. Le groupe De Tomaso fondé par le pilote argentin Alejandro de Tomaso en 1959 avait également son siège à Modène, la société a cependant disparu en 2012 à cause de nombreux problèmes financiers.
- Lamborghini a son siège à Sant'Agata Bolognese près de Bologne.
- Pagani est implanté à San Cesario sul Panaro, près de Modène.
- Le siège de Ferrari est à Maranello à 18 km au sud de Modène.
- Maserati a été créée à Bologne et a été rachetée par une famille de Modène en 1934, l'usine se situe dans le centre de Modène.

On peut également citer la société PM, constructeur réputé de grues hydrauliques auxiliaires pour camions, fondée en 1959, dont le siège social est à Modène.

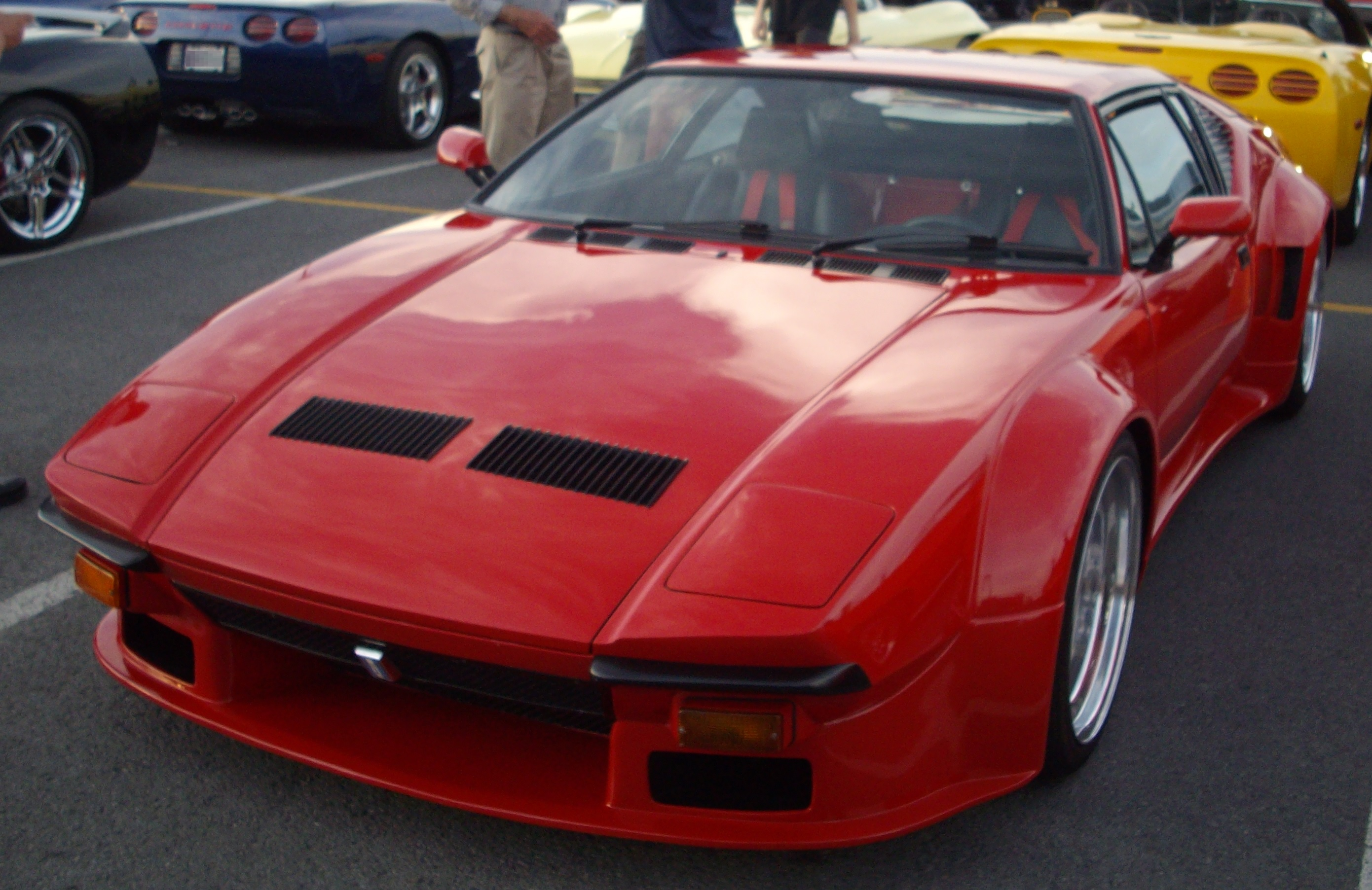
De Tomaso Pantera.
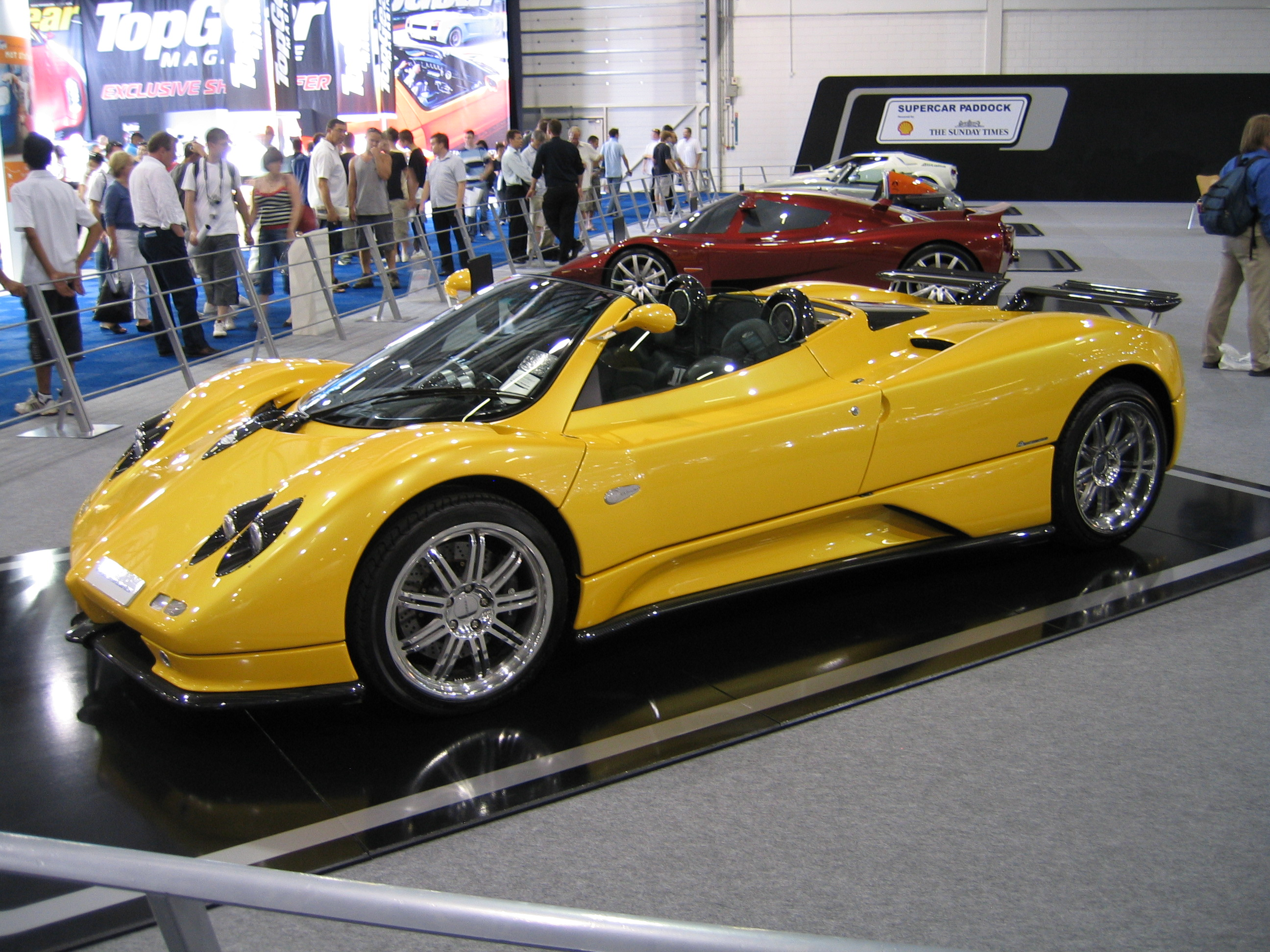
Pagani Zonda.
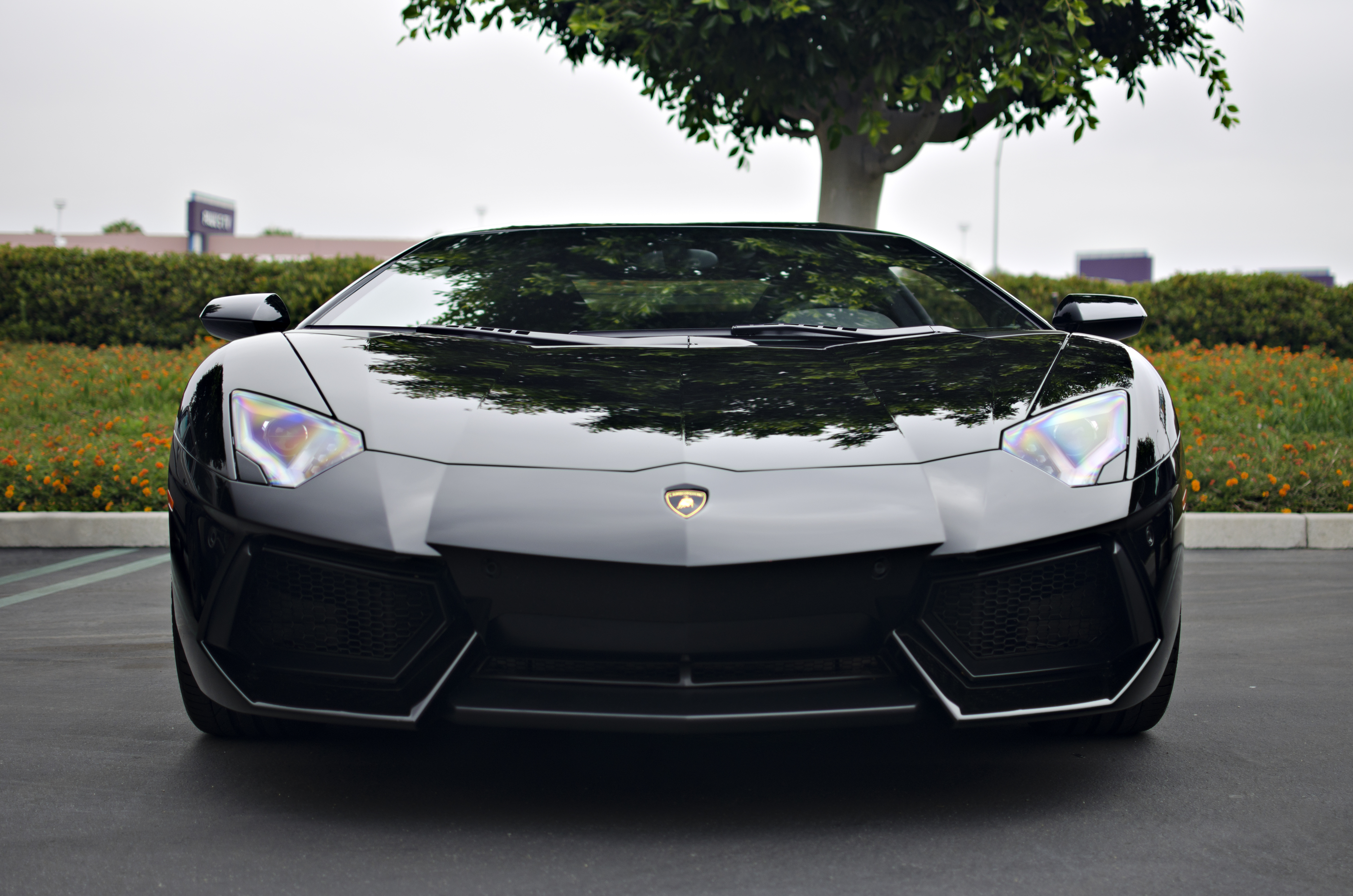
Lamborghini Aventador.
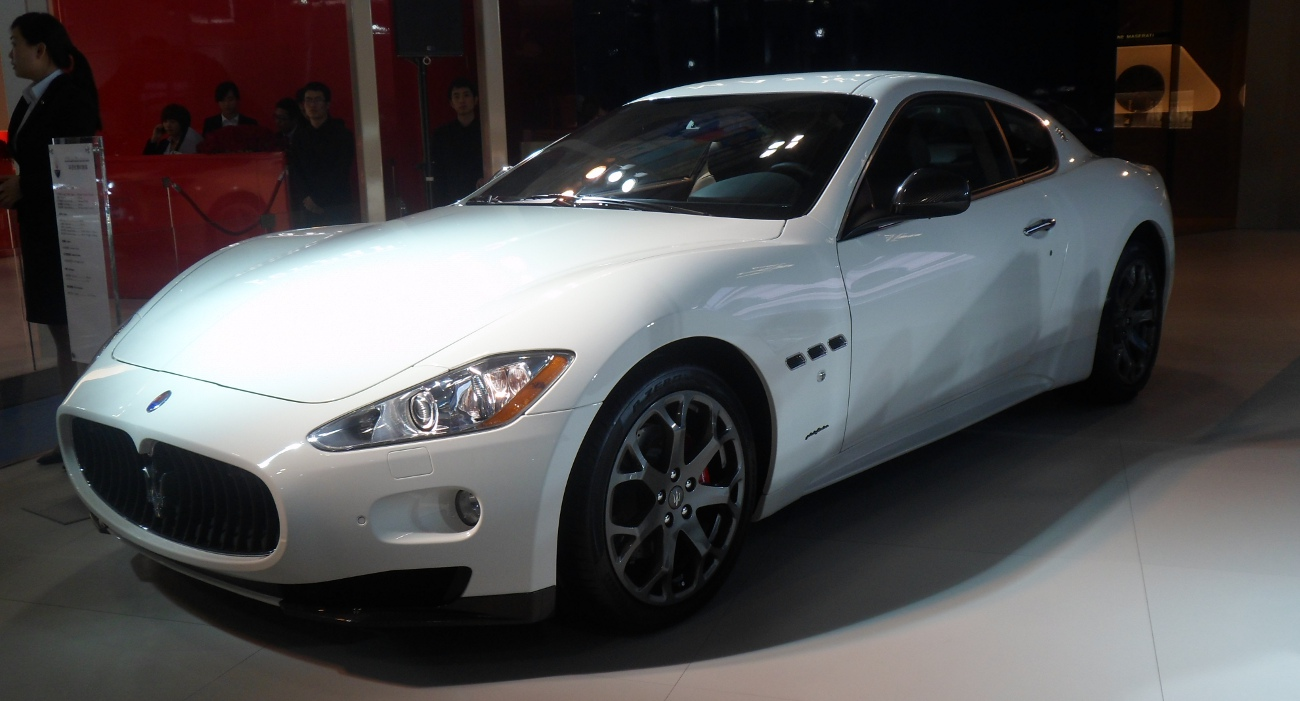
Maserati Gran Turismo.
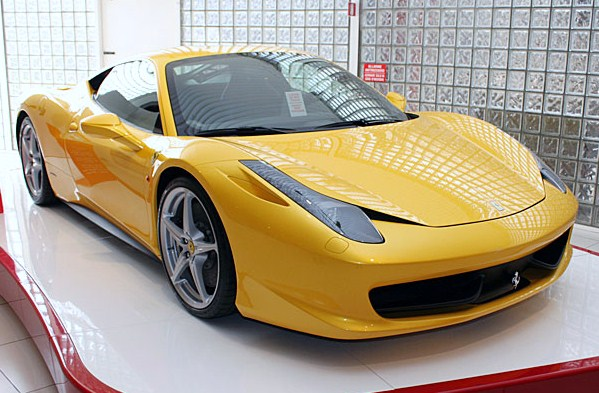
Ferrari 458 Italia.

### Œno-gastronomie
Situé sur la plaine du Pô, le terroir de Modène est doté de spécialités gustatives. La ville se trouve au centre de la zone de production du fromage Parmigiano Reggiano et du Prosciutto di Modena. La cuisine modénaise est basée sur le fromage et surtout sur le porc, l'animal d'élevage le plus répandu dans la région.
La province de Modène est connue pour deux autres produits traditionnels : le vinaigre balsamique et le lambrusco.
Le premier est conçu à partir des raisins récoltés dans les vignobles de la province. Il existe deux types de vinaigre balsamique : le premier, plus coûteux, a pour dénomination  « Vinaigre balsamique traditionnel de Modène » et est produit selon des méthodes traditionnelles qui nécessitent au minimum douze années de maturation ; le deuxième est communément appelé  « Vinaigre balsamique de Modène » et sa fabrication est à base de vinaigre de vin et de moût cuit, produit industriellement et moins coûteux.
Le lambrusco est un vin rouge pétillant. On distingue plusieurs variétés : le lambrusco di Sorbara (produit dans les plaines) présente un arôme plus délicat et un parfum de violette ; le lambrusco Grasparossa di Castelvetro (produit sur les collines) présente une gradation plus haute et une écume rouge caractéristique. Il s'agit dans les deux cas d'un vin vif au palais.
Avec Bologne, Modène est aussi la ville des pâtes tortellini.
C'est ainsi que dans le centre de Modène il est possible d'apprécier les différentes spécialités dans les restaurants traditionnels, ou pour les palais les plus raffinés, dans le restaurant du chef Massimo Bottura répertorié au Guide Michelin avec trois étoiles, et classé en 2016 meilleur restaurant du monde par « The World's 50 Best Restaurants » (voir aussi Gastronomie).

### Tourisme
Le tourisme à Modène est un domaine en expansion. En effet, les touristes viennent visiter les édifices du centre historique (voir monuments et patrimoine ci-dessous) et goûter aux produits italiens. 
La terre est également propice aux passionnés d'automobile : en plus des rendez-vous populaires tels que la Millemiglia et Modena terra di motori, régulièrement ont lieu des regroupements de clubs autos des plus prestigieux qui se rejoignent sur le territoire de Modène.
Modène accueille également séminaires, foires, congrès... dans un cadre professionnel.

## Lieux et monuments

### Architecture religieuse
- La Cathédrale de Modène (Duomo di Modena), la Torre Ghirlandina et la Piazza Grande sont inscrits depuis 1997 au Patrimoine mondial par l'UNESCO. Construite à partir de 1099, en l'honneur du saint patron de la ville San Geminiano par l'architecte Lanfranco et le sculpteur Wiligelmo, ce chef-d'œuvre de l'art roman a été consacré par le Pape Lucius en 1184. À l'extérieur, sous la rosace, se trouve le portail central sculpté par Wiligelmo, également auteur de quatre frises narrant des récits du livre de la Genèse. Sur le côté sud, s'ouvrent la Porta dei Principi et la Porta Regia construites en marbre rouge. Sur la face nord se trouve la Porta della Pescheria ornée de sculptures représentant les douze mois de l'année et la légende du Roi Arthur. À l'intérieur, la nef triple conduit à une abside munie d'un jubé dont le parapet en marbre fut sculpté par Anselmo da Campione et représente la Passion du Christ. Sous ce balcon se trouve l'entrée de la crypte. La Torre Ghirlandina, ou tour de la guirlande, dont cinq étages étaient déjà construits en 1169, fut achevée en 1319 par la corporation des maîtres de Campione. Outre la fonction de campanile, la tour remplissait la fonction de tour civique et ses gardiens se plaçaient en son sommet pour signaler l'ouverture des portes de la cité et en surveiller les coffres. Son nom de Ghirlandina (« Guirlande ») serait lié à sa forme, et rappelle également la Giralda de Séville. Construite au XIIe siècle, la place est bordée, au nord, par le Duomo et, à l'est, par l'une des façades du Palazzo Comunale. Dans l'angle nord-est se trouve la Pedra Ringadora (« pierre des harangues » en patois de Modène) utilisée autrefois pour sermonner la foule mais aussi pour punir, parfois par décapitation, les débiteurs.
- Églises : la ville de Modène est riche en églises, on en dénombre près d'une quinzaine dans le centre historique parmi lesquelles l'église Santa Maria Pomposa, l'église du Voto ou encore l'église de San Vicenzo. Une synagogue est aussi implantée près du Palazzo Ducale.

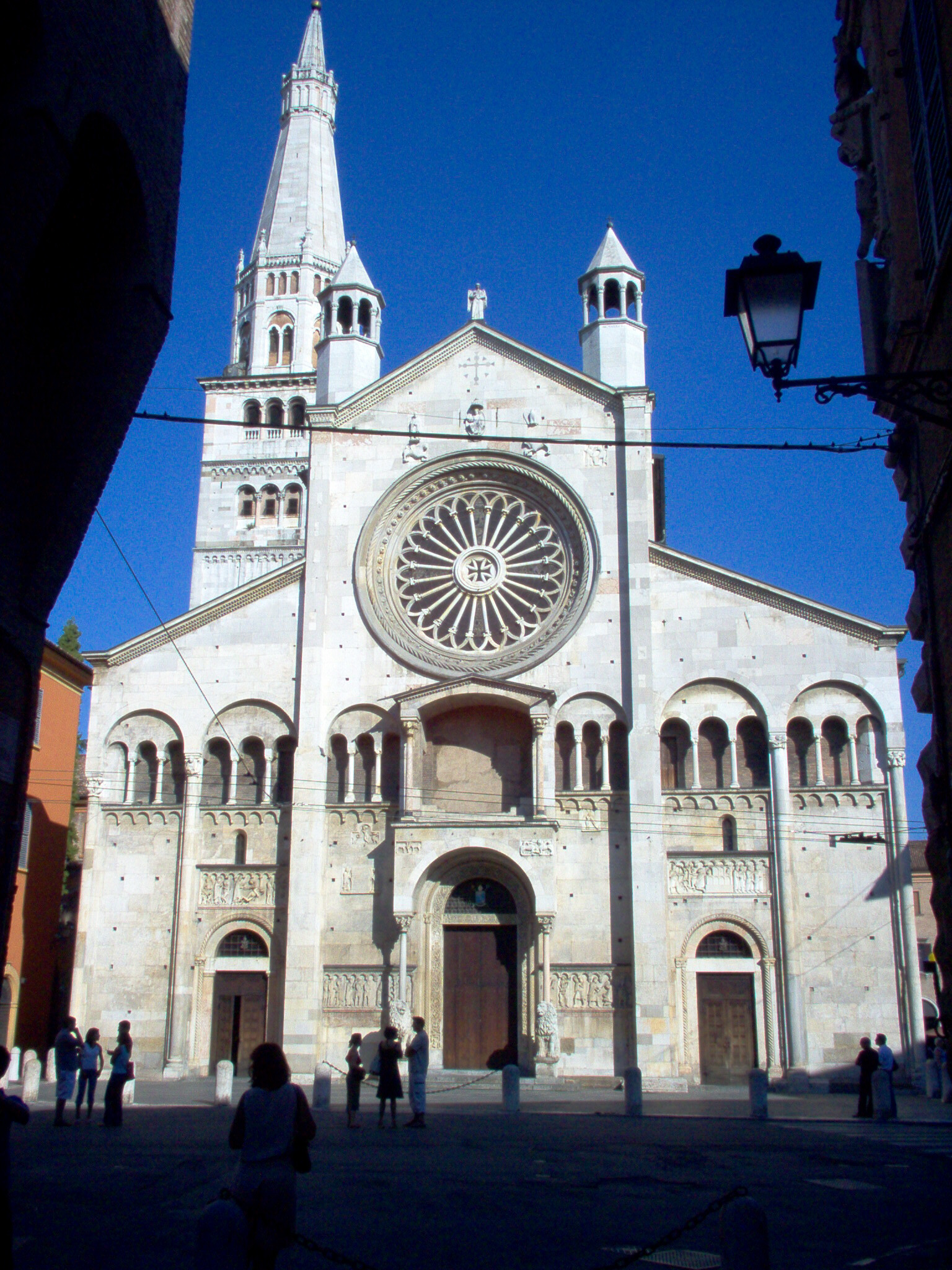
Duomo
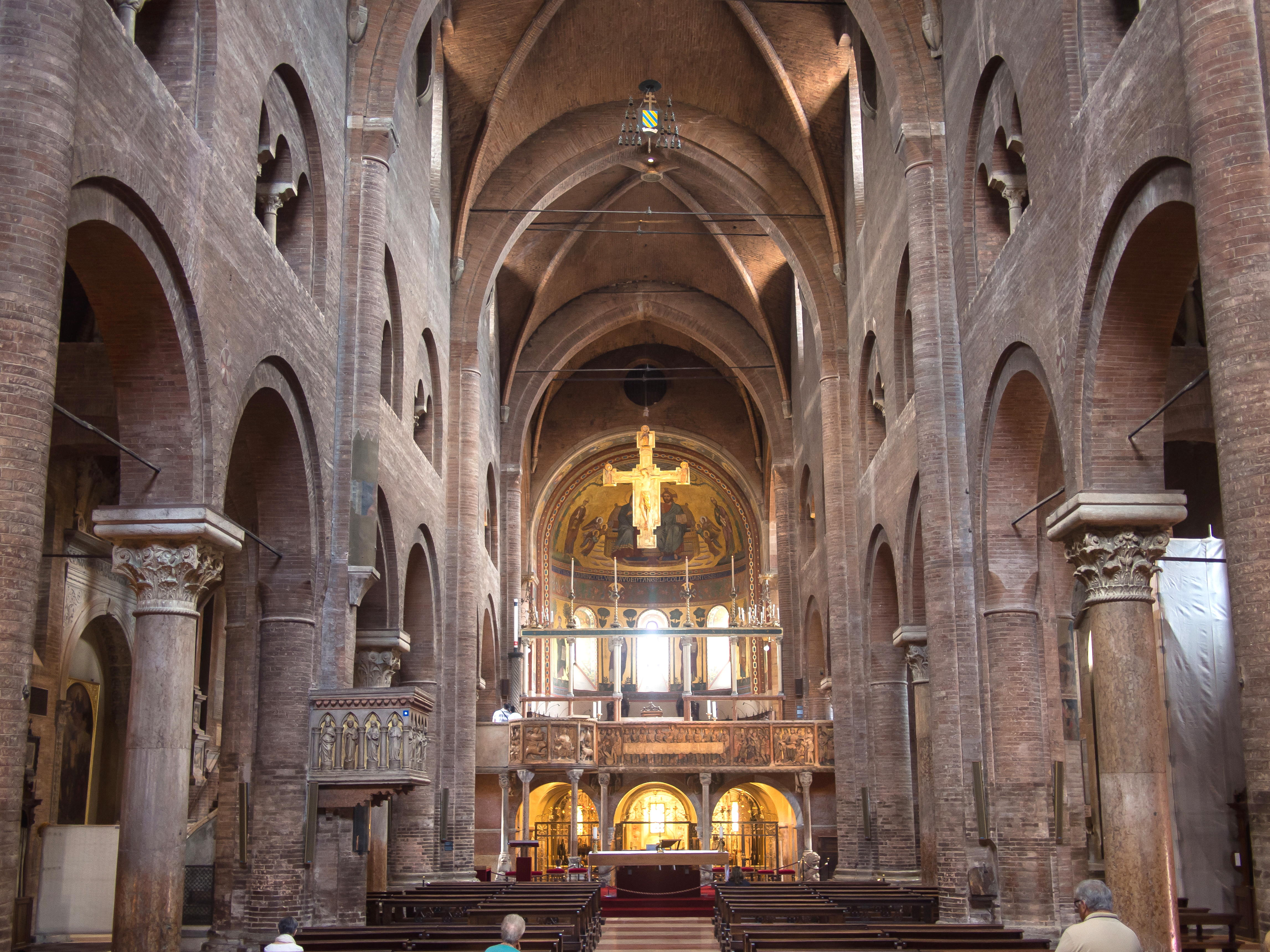
Cathédrale (intérieur)
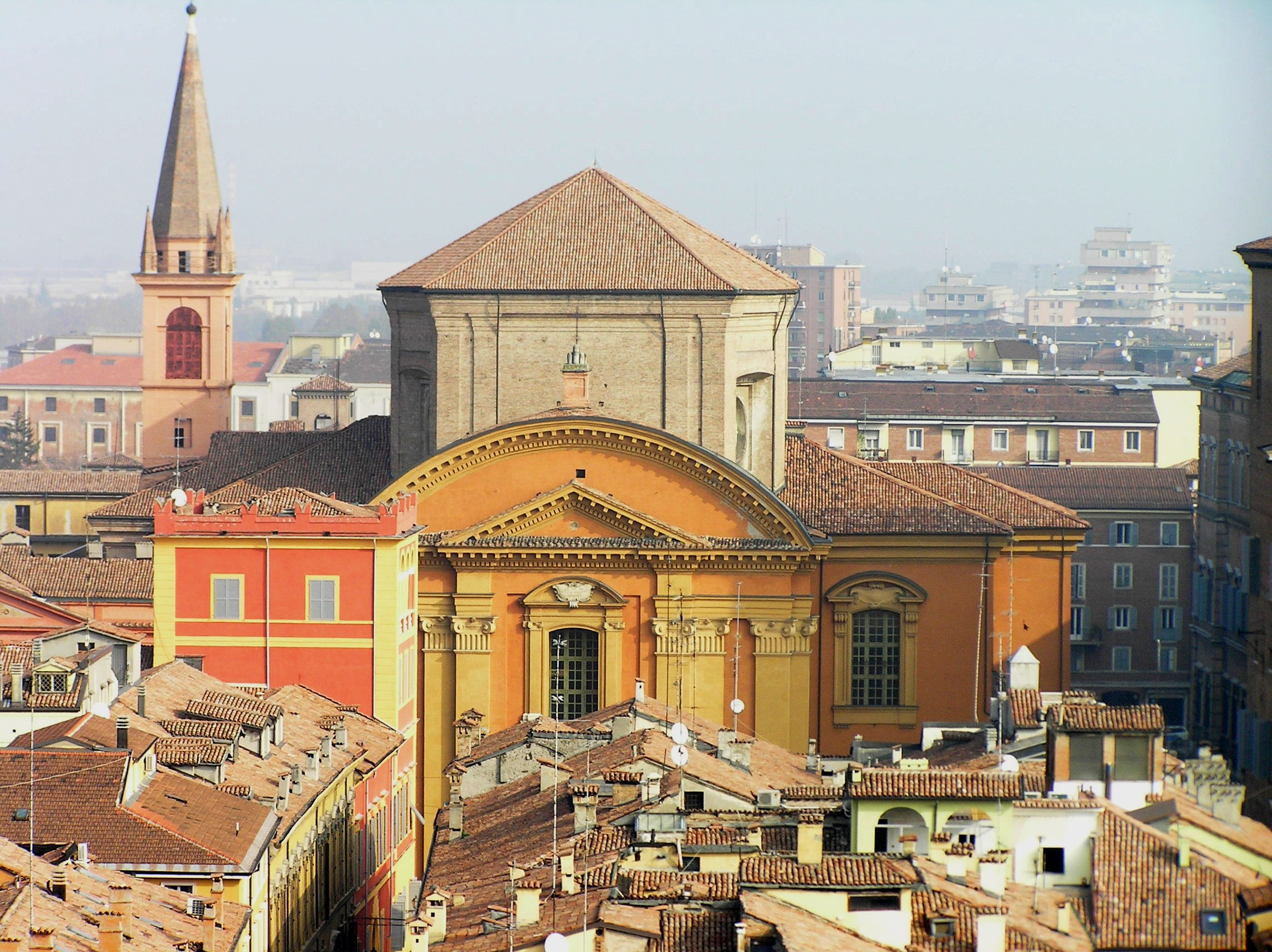
Église San Domenico

### Architecture civile
- Le Palazzo Ducale (palais des ducs). L'imposant Palais Ducal de Modène a été construit à partir de 1634 d'après le projet de l'architecte romain Bartolomeo Avanzini. Le palais a abrité pendant plus de 200 ans la cour ducale d'Este mais il a par la suite connu diverses fonctions telles que la direction économique du Royaume, le ministère des affaires étrangères, la bibliothèque de la famille d'Este ou l'observatoire astronomique. C'est en 1863 que le Palais devient le siège de l'Académie militaire de Modène, encore en activité aujourd'hui. À l'intérieur, se trouvent des pièces richement décorées telles que le salon d'honneur ou le cabinet doré ainsi que des galeries ornées des portraits de la famille d'Este. Napoléon avait surnommé le Palais Ducal « Palais royal d'Italie ».
- Le Palazzo Comunale (hôtel de ville) dont la façade donne sur la Piazza Grande recouvre un ensemble de constructions plus anciennes. À l'intérieur se trouve la Secchia rapita (« le seau enlevé »), l'un des emblèmes de la ville. À l'angle extérieur du Palazzo comunale est érigée la statue de la Bonissima, symbole de bonté.
- Le marché Albinelli accueille les producteurs des produits locaux (vinaigre balsamique, jambon cru, fromage, etc.).
- Le théâtre municipal Luciano Pavarotti qui peut accueillir 901 personnes[4].
- Sur le Parc Novi Sad se trouvent des vestiges datant de l'époque romaine.

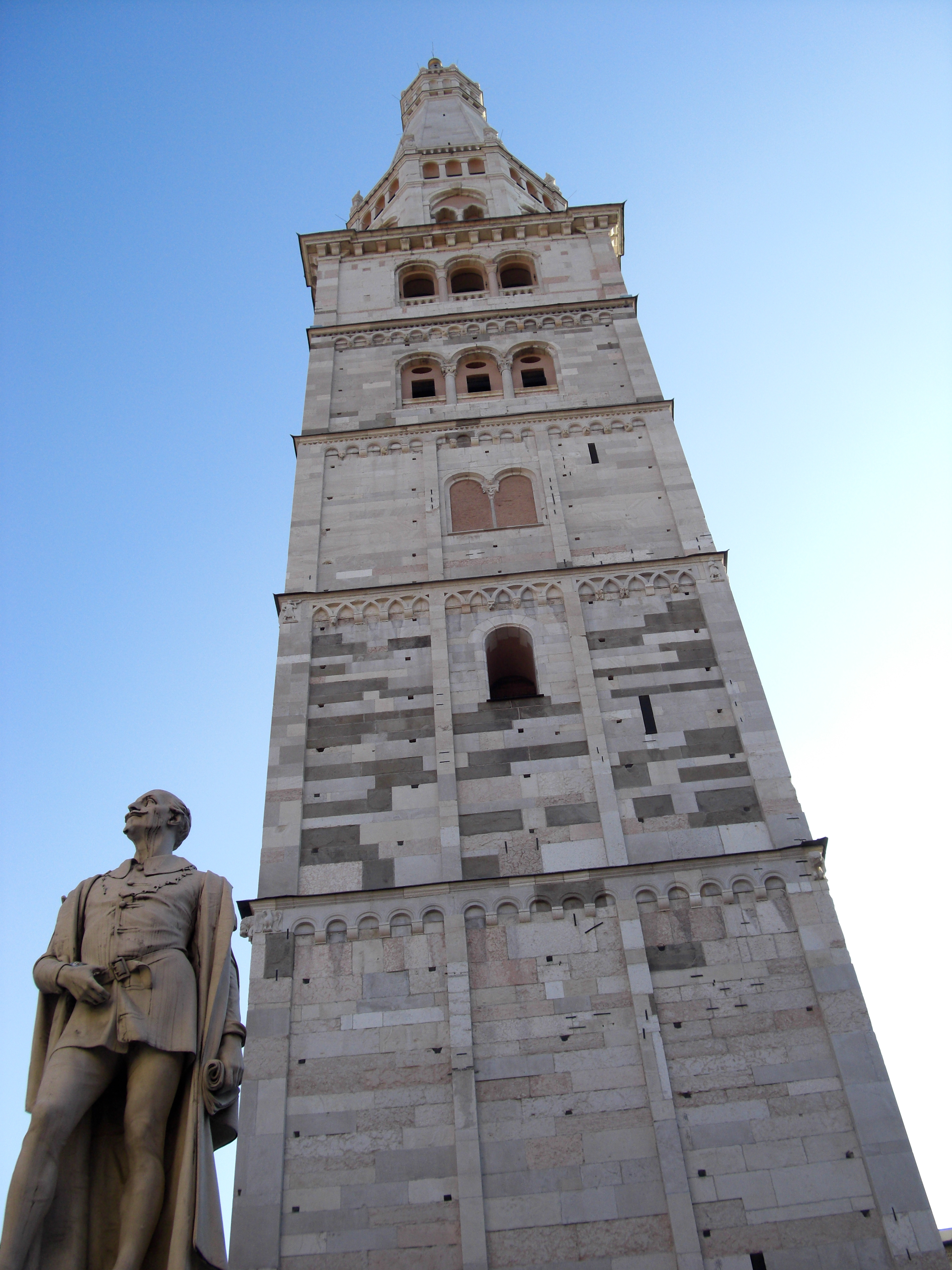
Torre Ghirlandina
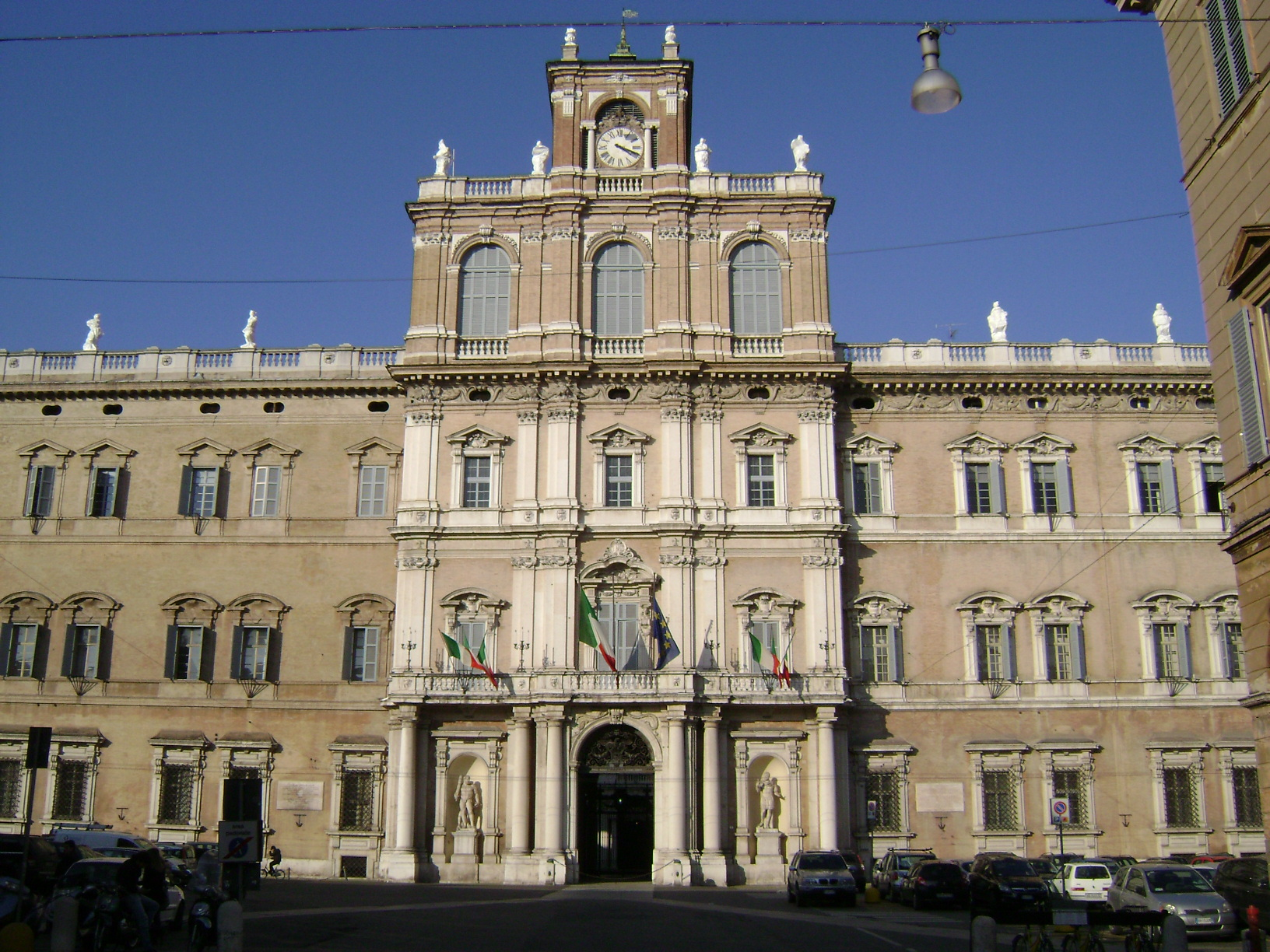
Palazzo Ducale
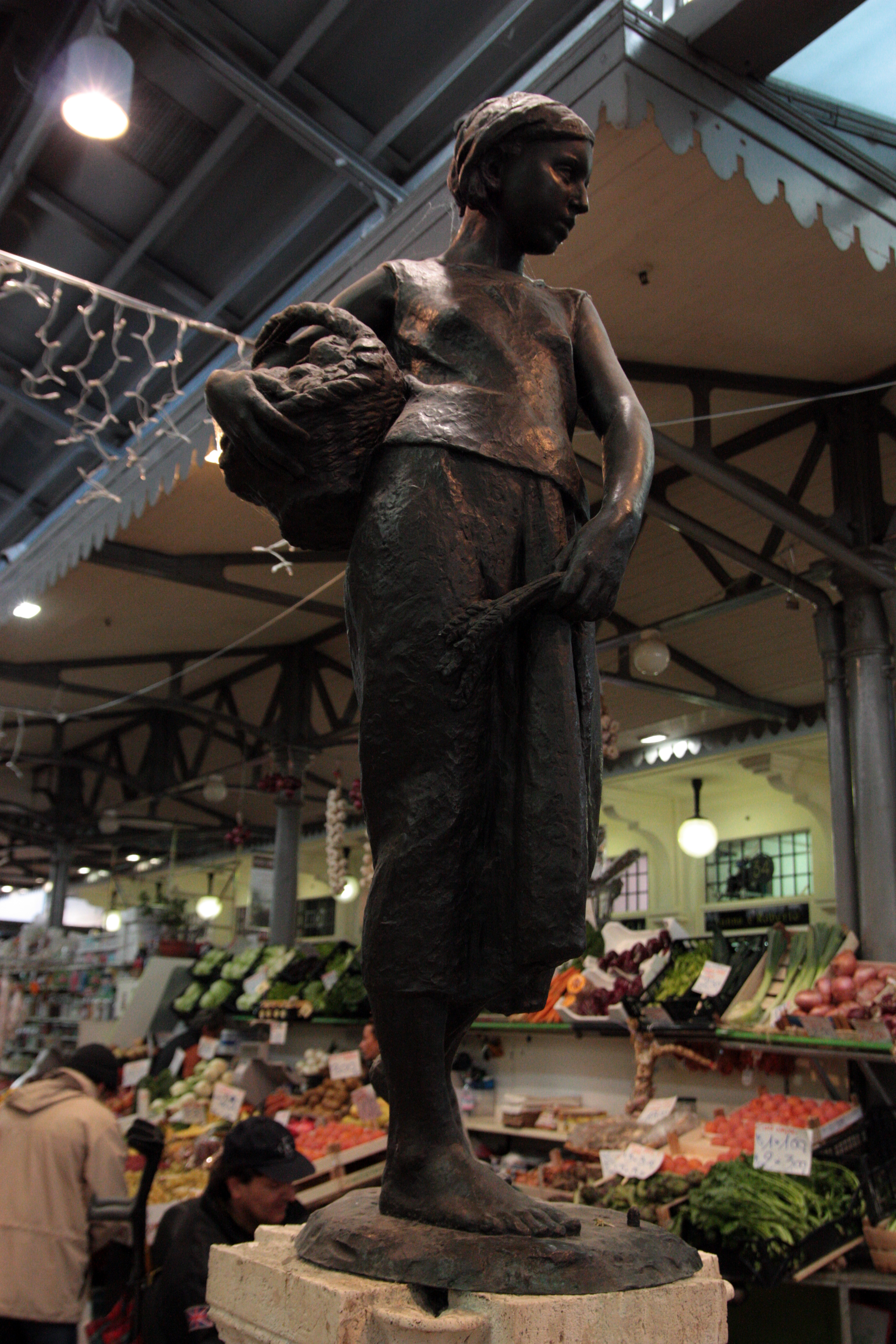
Mercato Albinelli
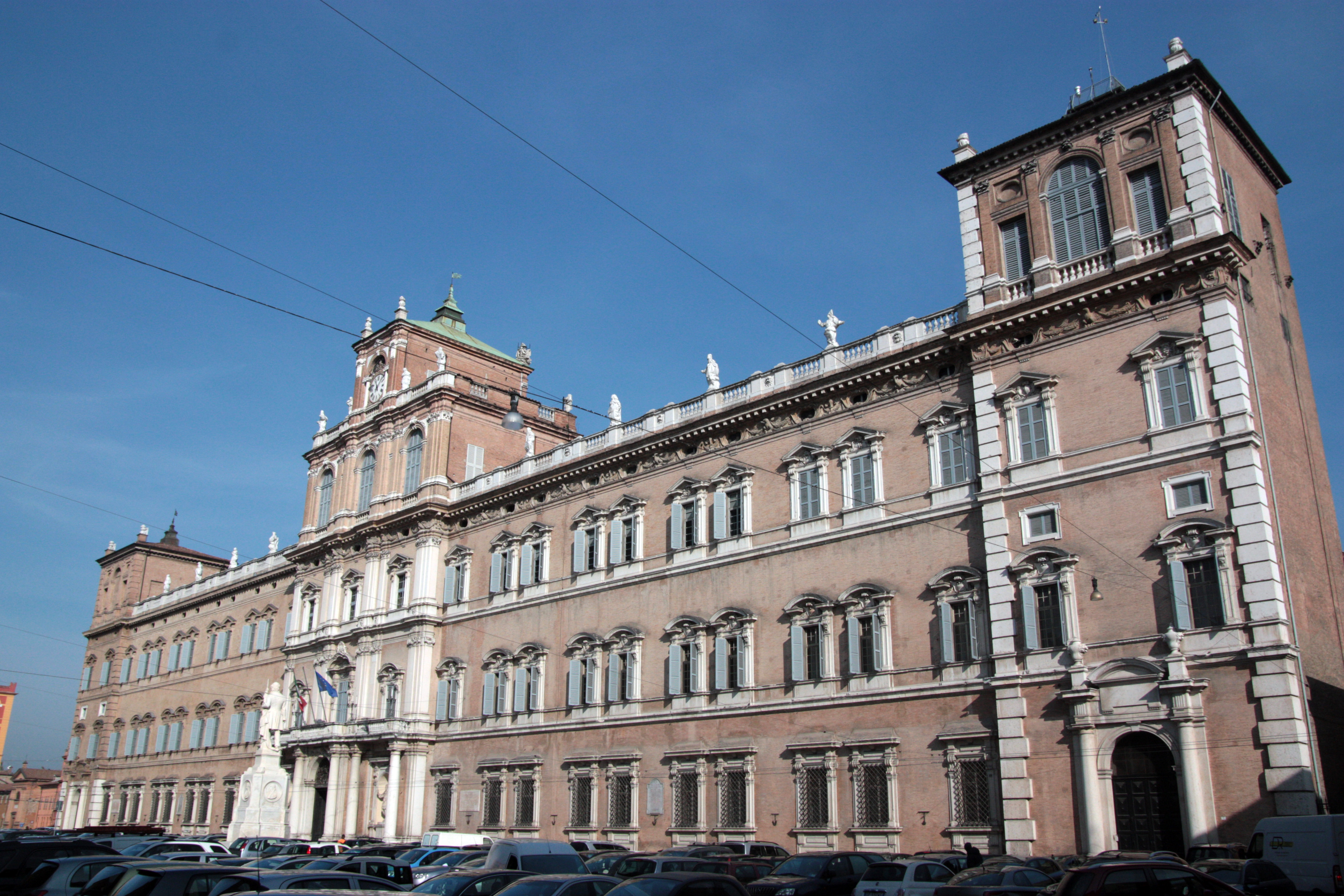
Palazzo Ducale
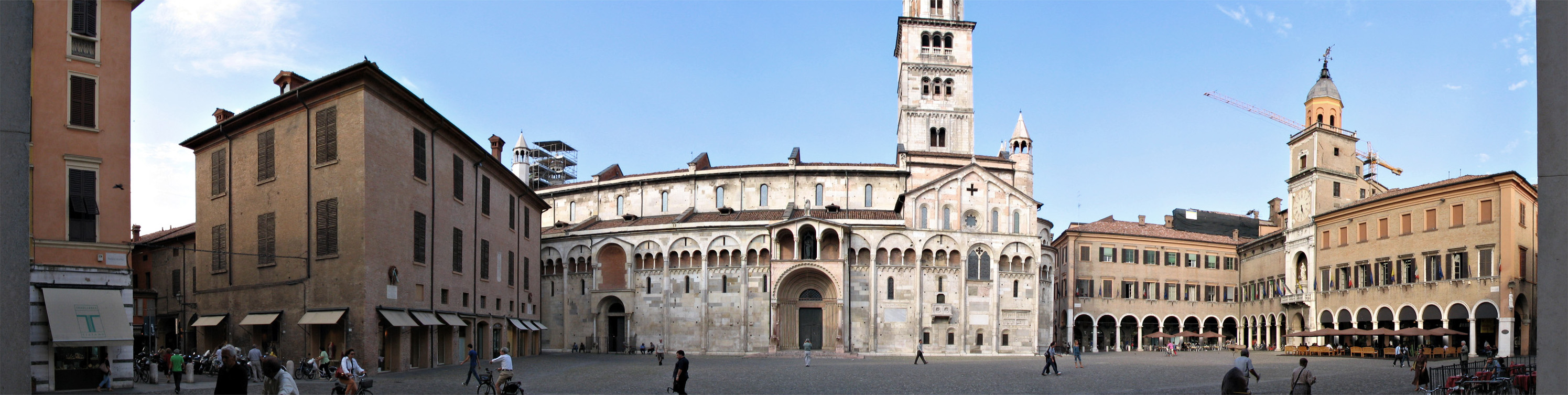
Piazza Grande

### Musées
- Le Palais des musées se divise en plusieurs sections. 
  - Dans la bibliothèque d'Este sont conservés des livres datant du XIVe au XVIe siècle dont le plus célèbre est la  bible de Borso d'Este.
  - La Galleria Estense expose des œuvres, peintures et sculptures qui appartenaient aux ducs d'Este, parmi lesquelles La Vierge et l'enfant du Corrège, ainsi que des œuvres de Diego Vélasquez et d'El Greco.
  - Le palais comprend également le musée lapidaire d'Este et le musée lapidaire romain ainsi que de nombreuses autres expositions d'art.
- Musée Enzo Ferrari : Le musée Enzo Ferrari, « là où est né le mythe », cherche à faire comprendre un peu plus aux visiteurs la personnalité et les origines de celui qui a créé la légendaire Scuderia Ferrari. L’aire d’exposition se divise en deux parties : la première partie n’est autre que la maison où est né Enzo Ferrari en 1898, devenue légendaire entre autres puisque c’est grâce à l’argent de la vente de cette maison qu’Enzo Ferrari a acheté sa première automobile, symbole du début du mythe Ferrari. Cet espace a été totalement réaménagé en salle d’exposition moderne avec des outils multimédias et de nombreuses voitures qui ont fait l’histoire d’Enzo Ferrari. La deuxième partie construite en face de la maison natale est une vaste salle d’exposition ultra-moderne, sous une coupole jaune en forme de capot de voiture. Le visiteur peut se promener autour des voitures exposées, et regarder le film émouvant qui retrace la vie d’Enzo Ferrari.

- Musée Ferrari : Située à Maranello, ville où siège l’usine Ferrari, la galerie Ferrari propose de revisiter l’histoire de la marque en exposant ses plus beaux modèles de voitures depuis sa création, mais aussi des modèles récents, ainsi que les voitures qui ont pris part aux courses de Formule 1 présentées dans une impressionnante salle des trophées. Les spécialistes peuvent aussi observer quelques-uns des moteurs Ferrari exposés à la vue du public.
- À l'intérieur du palais Santa Margherita, le musée de l'autocollant expose les collections de Giuseppe Panini, fondateur de la maison d'édition d'albums Panini d'images autocollantes.
- Le musée Panini Maserati propose une importante collection de voitures Maserati.
- À découvrir également : le musée du Duomo, la Galleria Civica, la fondation photographique de Modène, le musée du volley.

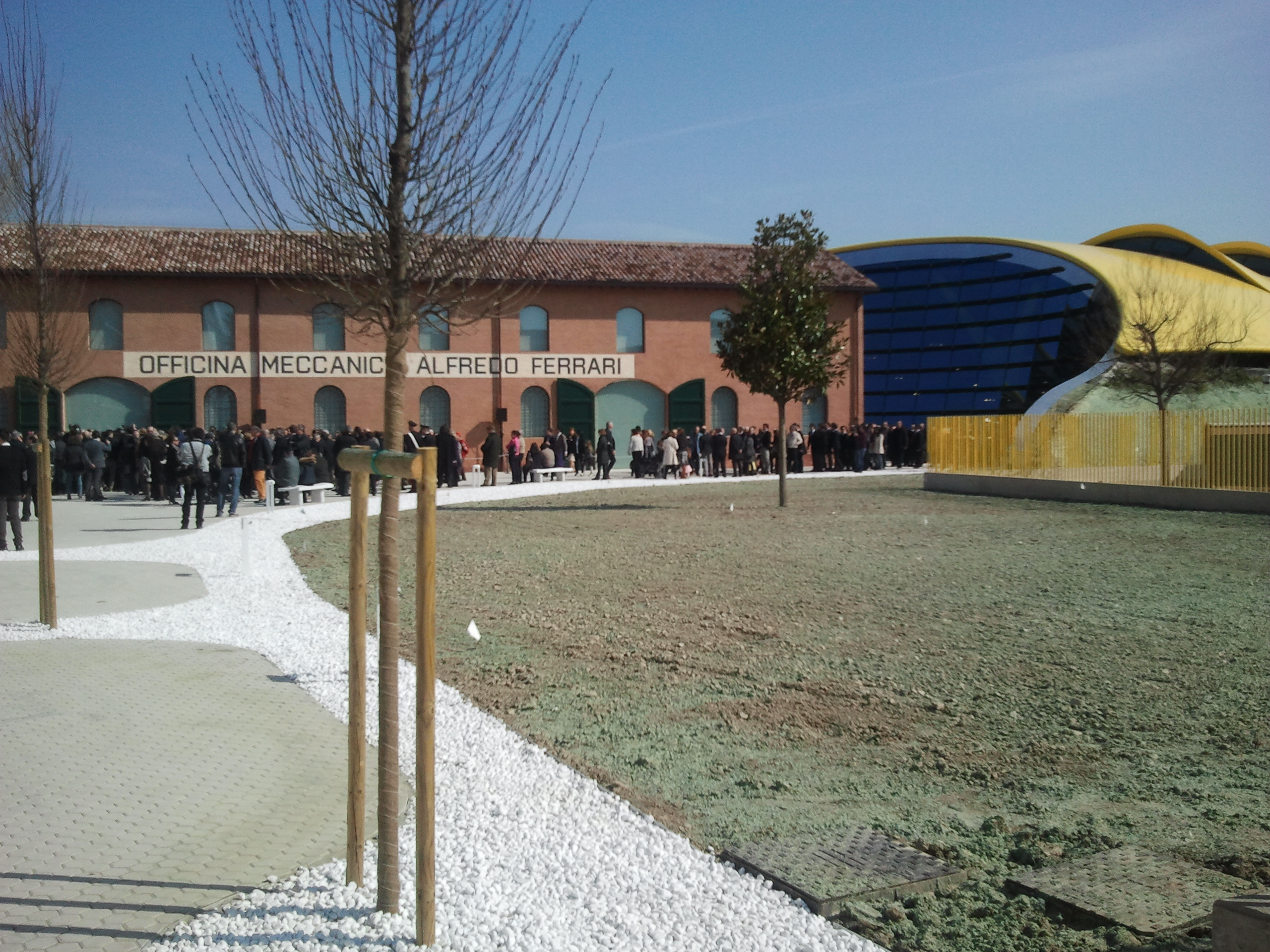
Musée Enzo Ferrari
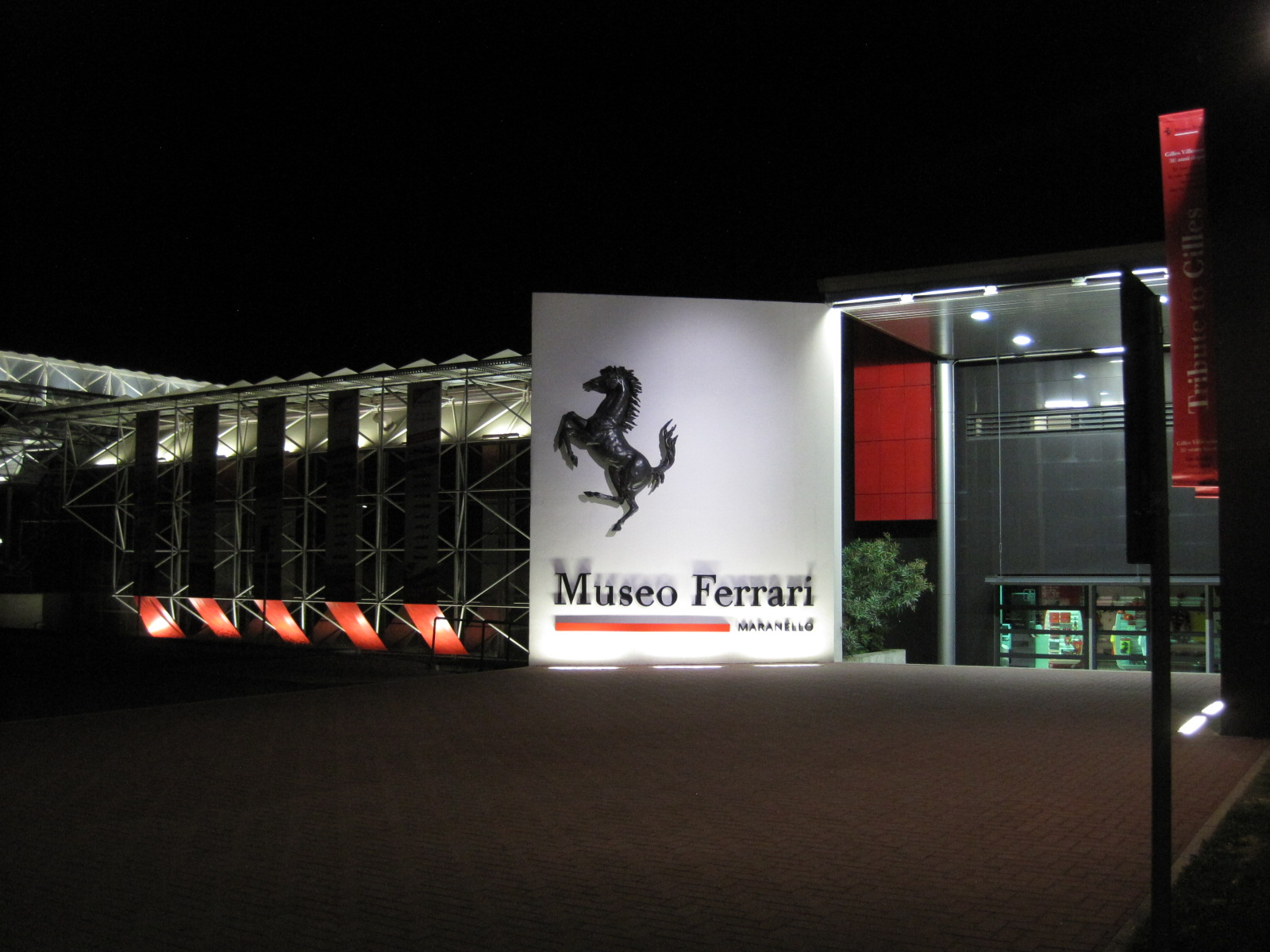
Musée Ferrari Maranello
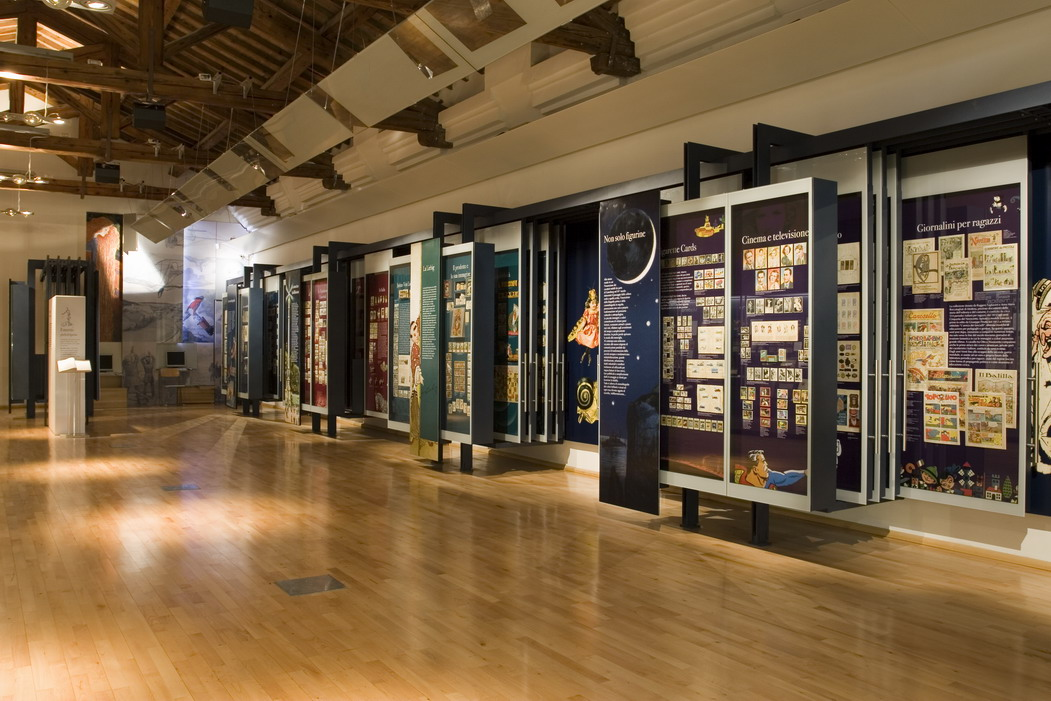
Musée des autocollants Panini
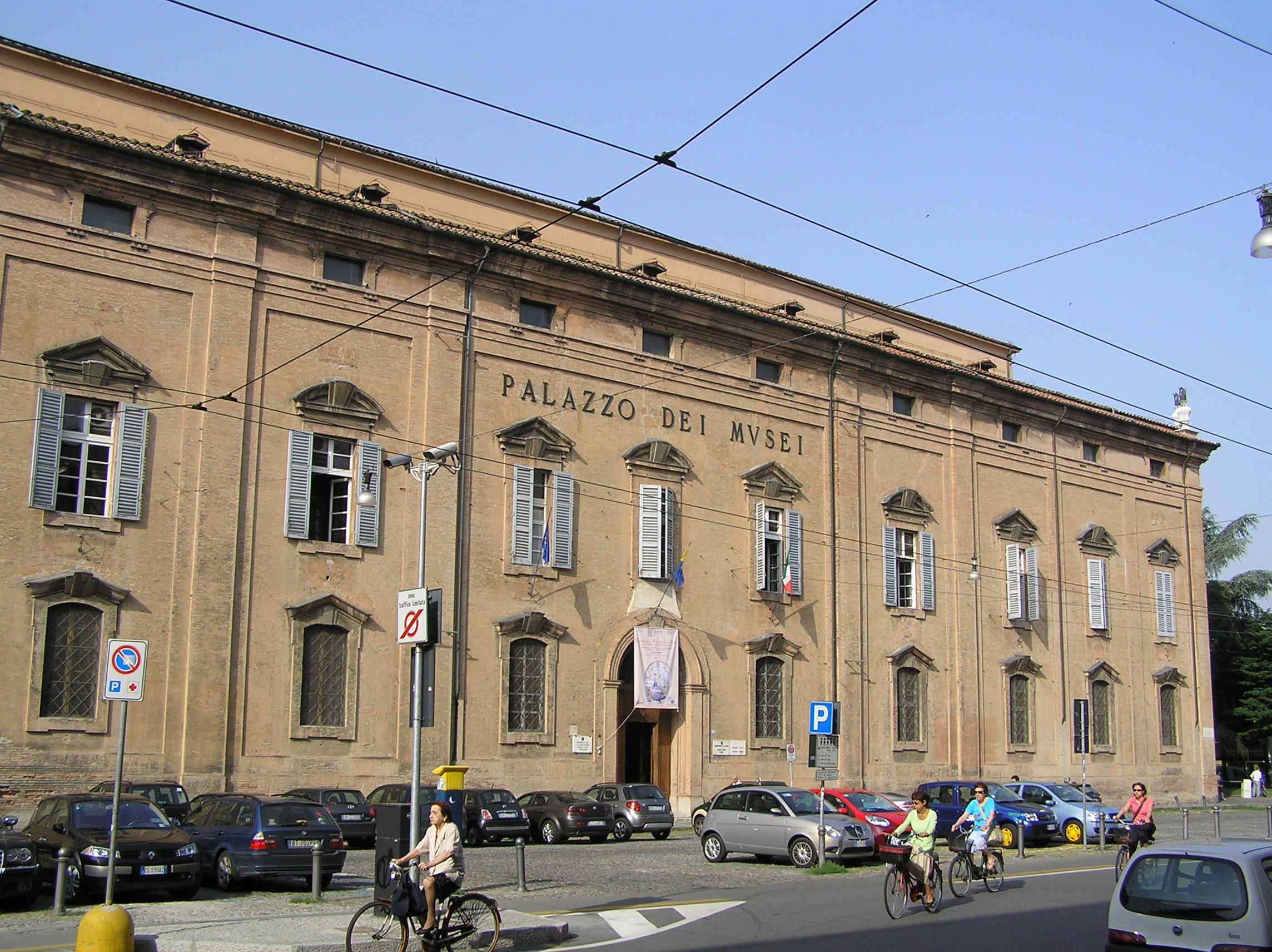
Palais des musées

## Culture

### Gastronomie
Modène est considérée comme la capitale mondiale du vinaigre balsamique. Outre le vinaigre balsamique mondialement connu, d'autres spécialités importantes sont originaires de Modène :
- Formaggio Parmigiano Reggiano DOP - fromage Parmigiano Reggiano produit dans la région de Modène ;
- Amarene Brusche di Modena  IGP : cerise amarena destinée principalement à la confiserie ;
- Prosciutto di Modena  DOP : prosciutto crudo affiné dans la région de Modène ;
- Cotechino Modena  IGP : produit de la charcuterie de forme cylindrique composé principalement de viandes de porc ;
- Zampone Modena  IGP : pied de porc farci, accompagné de lentilles ou de haricots blancs, utilisé pour le repas du Nouvel An en Italie ;
- le lambrusco, célèbre vin pétillant (frizzante) ;
- le crescentina modenese, sorte de petit pain.

#### Le vinaigre balsamique
Surnommé « l'or noir », le vinaigre balsamique élaboré dans les vinaigreries autour de Modène est le produit réputé de la ville. Le territoire de Modène est propice à l'élaboration spécifique du vinaigre balsamique grâce à un climat favorable, c'est-à-dire des étés chauds et humides qui aident à la fermentation du moût de raisin et des hivers rudes qui permettent au vinaigre de reposer. Le cycle de création du vinaigre se divise en six étapes majeures. Les vendanges ont lieu entre les mois de septembre et octobre, lorsque le raisin est arrivé à maturité, et immédiatement après la récolte, le raisin est pressé pour y enlever les impuretés, cela s'appelle le foulage. Dans les 24 heures suivant le foulage a lieu la cuisson. La cuisson dure entre 36 heures et 48 heures, afin que le moût atteigne une concentration de 50 %. Vient l'affinage, le moût cuit est placé dans des tonneaux construits avec des bois d’essences différentes (chêne, cerisier, chataignier, murier...) donnant à chaque fois une saveur particulière au vinaigre. Ces tonneaux sont rangés par ordre de taille de contenance et montés dans des greniers où l'écart thermique est plus important. Les fûts sont laissés ouverts pour faciliter l'évaporation naturelle et ainsi la concentration du vinaigre. Durant la période d'affinage, le vinaigre est transvasé vers des tonneaux de dimension inférieure. Pour ne pas perturber l'affinage, cette opération de transvasage a lieu l'hiver  durant laquelle le vinaigre travaille le moins à cause du froid. Chaque année, le vinaigre est soumis à des tests de dégustation pour contrôler le déroulement de l'affinage et la qualité du vinaigre. L'affinage du vinaigre dure au moins 12 ans mais peut atteindre une centaine d'années pour les plus anciens.

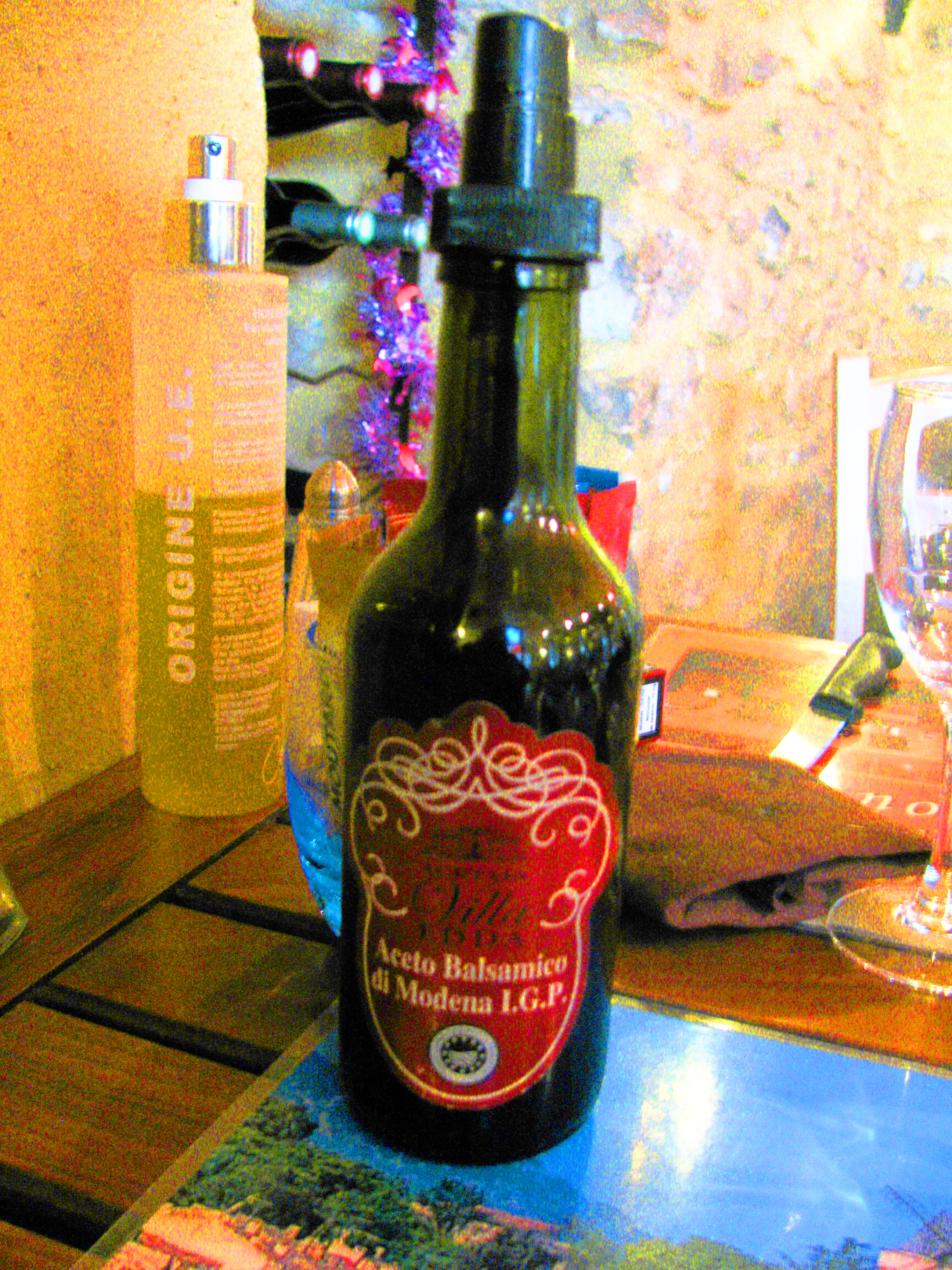
IGP vinaigre balsamique de Modène.

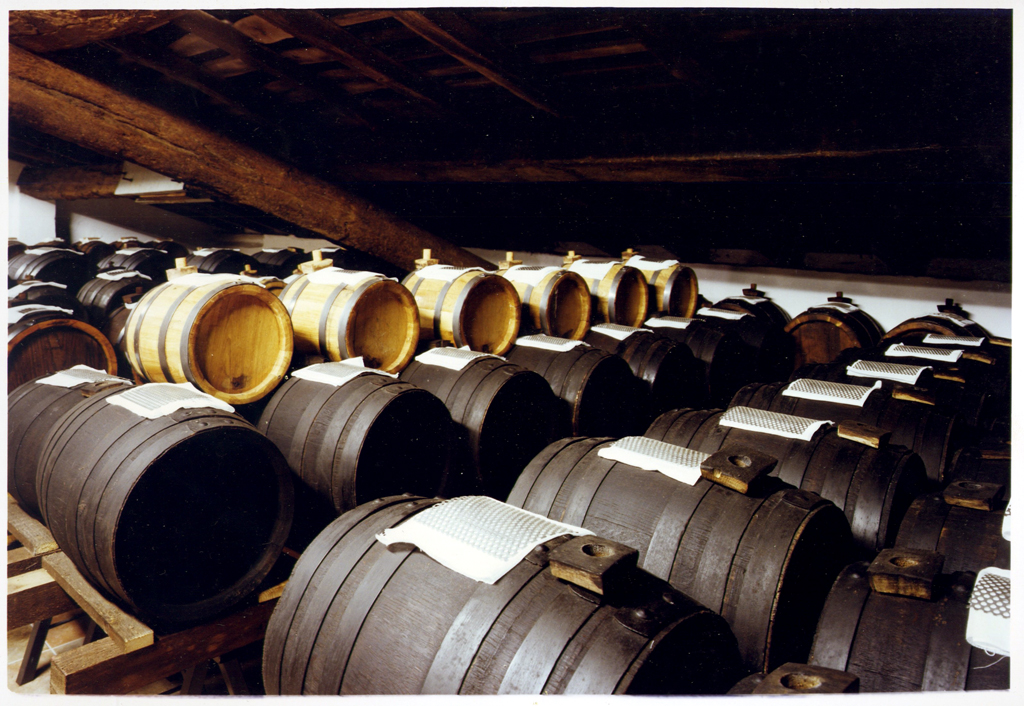
Tonneaux disposés pour l'affinage.

Il existe trois catégories principales de vinaigre balsamique de la région de Modène :
- le vinaigre balsamique de Modène ;
- le vinaigre balsamique traditionnel de Modène ;
- le vinaigre balsamique traditionnel de Reggio d'Émilie.

La caractéristique du vinaigre balsamique est liée au fait qu'il est fabriqué exclusivement à partir de moût de vin cuit.
Celui de Modène doit être produit à partir des cépages suivants : lambrusco, ancellotta, trebbiano, sauvignon et sgavetta, coltivati.
LE RÈGLEMENT (CE) no 813/2000 DU CONSEIL du 17 avril 2000 ajoute à la liste de protection des indications géographiques et des appellations d’origine des produits agricoles et des denrées alimentaires, les produits suivants :
- Aceto balsamico tradizionale di Modena (DOP) ;
- Aceto balsamico tradizionale di Reggio Emilia (DOP).

Les vinaigreries sont fournisseurs des clients les plus prestigieux, tels que le chef étoilé de Modène Massimo Bottura ou la famille princière de Monaco.

### Sports
- Modène est l'une des villes les plus importantes dans le volley-ball italien et international. Elle a pu compter jusqu'à trois clubs présents simultanément dans l'élite. Son dernier club encore présent en Serie A1, le Pallavolo Modène, a remporté onze fois le championnat d'Italie et dix fois la coupe d'Italie, ainsi qu'un total de douze coupes d'Europe (dont quatre ligues des Champions).
- Modena Football Club 2018
- Le Tour d'Italie s'est arrêté par sept fois dans cette ville avec les succès de Domenico Piemontesi en 1928, de Fausto Coppi en 1940, de Oreste Conte en 1949, de Fiorenzo Magni et l'équipe Bianchi en 1953 (une étape en ligne et un contre-la-montre par équipe), de Rik Van Looy en 1961 et du belge Patrick Sercu en 1974.

### Fêtes et événements

#### Modena terra di motori
Chaque année, en juin, Modena terra di motori in centro storico accueille les principaux acteurs de la Motor Valley (Lamborghini, Ferrari, Maserati, Panini, Pagani, etc.) sur les places et dans les rues du centre historique de Modène. La quinzième édition a lieu le 14 et 15 juin 2014 et celle de 2019 du 16 au 19 mai. Pour cet évènement, les clubs de voitures, de motos, les plus prestigieuses se réunissent pour former un véritable musée à ciel ouvert. 

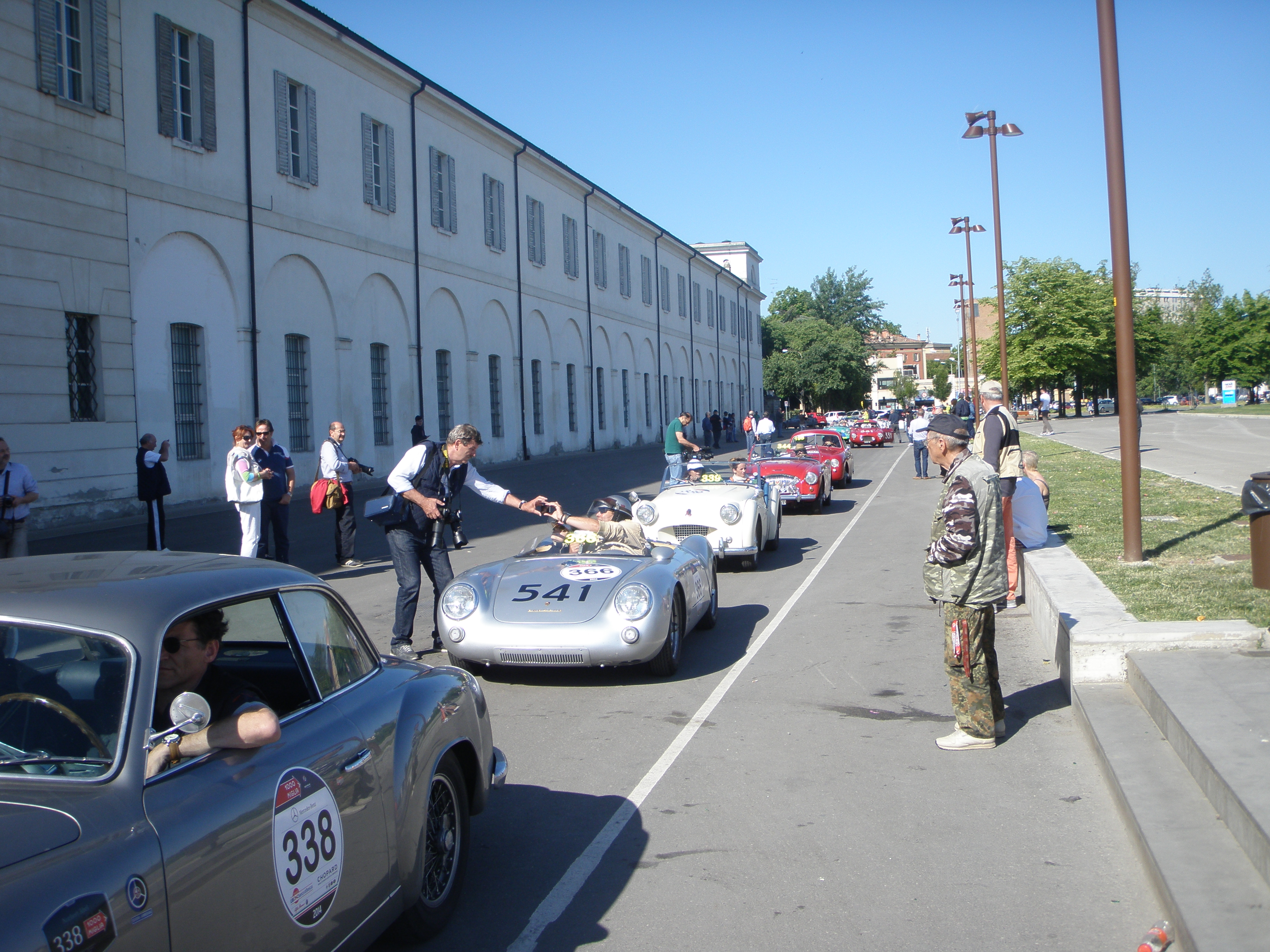
La Millemiglia storica 2014 à Modène

Également chaque année, Modène voit passer le remake de la Mille Miglia, la course d'endurance mythique disputée entre 1927 et 1957, où seuls les modèles de voitures ayant participé à la course sont autorisés à se présenter au départ.

#### Festival de Philosophie
Annuellement en septembre a lieu à Modène, Carpi et Sassuolo le festival de philosophie. Ce festival propose des expositions, la diffusion de films, des cours magistraux, des conversations... autour de thèmes philosophiques très variés tels que l'amour, la nature, l'humanité ou encore la joie.

## Personnalités

### Personnalités nées à Modène
- Tommaso da Modena (1326-1379), peintre et miniaturiste
- Giovanni Sadoleto (1444-1512), jurisconsulte du XVe siècle, professeur de droit.
- Jacopo Sadoleto (1477-1547), cardinal italien, évêque de Carpentras, humaniste et écrivain de la Renaissance.
- Giulio Sadoleto (v. 1494-1521), écrivain.
- Paolo Sadoleto (1508-1572), évêque de Carpentras de 1541 à 1569.
- Gabriele Falloppio (1523-1562), souvent désigné par son nom latinisé Fallopius, un des plus importants anatomistes et médecins du XVIe siècle.
- Alessandro Tassoni (1565-1635), écrivain.
- Lodovico Scapinelli (1585-1634) philologue et poète.
- Camillo-Guarino Guarini (1624–1683), prêtre, mathématicien, écrivain et architecte
- Carlo Vigarani (1637-1713), fut, à partir de 1662, ingénieur du roi puis Intendant des plaisirs du roi à la cour de Louis XIV
- Marie de Modène (1658-1718), reine consort d'Angleterre de 1685 jusqu'à la Glorieuse Révolution de 1688.
- Giovanni Bononcini (1670-1747), compositeur italien.
- François Marie III d'Este-Modène (Francesco Maria d'Este) (1698-1780), prince héréditaire de Modène puis 12e duc de Modène (1737).
- Sergio (1882-1966) et Domenica Bernardini (1889-1971), couple de paysans italiens, vénérables catholiques.
- Angelo Donati (1885-1960), banquier, diplomate et philanthrope juif à Paris
- Enzo Ferrari (1898-1988), fondateur de la marque automobile Ferrari
- Don Gabriele Amorth, (1925-2016), prêtre catholique, chef exorciste de la cité du Vatican.
- Luciano Pavarotti (1935-2007), artiste lyrique (ténor), l'une des voix les plus appréciées dans le monde.
- Mirella Freni (1935-2020), soprano à la réputation mondiale.
- Mauro Forghieri (1935-2022), ingénieur emblématique de la Scuderia Ferrari.
- Francesco Guccini (° 1940), chanteur, auteur-compositeur-interprète.
- Stefano Modena, (1963-), pilote automobile.

### Personnalités liées à Modène
- Pamphile Sassi (Modène, 1455 - Lonzano, 1527), poète.
- Fulvio Gherli (1670-1735), écrivain, médecin, philosophe et alchimiste, surnommé le Citoyen de Modène.
- Ludovico Antonio Muratori (Vignola, 1672 - Modène, 1750), écrivain.
- Girolamo Tiraboschi (Bergame, 1731 - Modène, 1794), écrivain et historien de la littérature, bibliothécaire du duc François III.
- Antoine Roest d'Alkemade (1782-1811), général des armées du Premier Empire, y est décédé dans l'exercice de ses fonctions.
- Fermo Forti (Carpi, 1839 - Carpi, 1911), peintre et sculpteur.
- Angelo Fortunato Formiggini (Modène, 1878 - Modène, 1938), philosophe et éditeur.
- École de Modène, trois joueurs d'échecs
- Vasco Rossi, né à Zocca, commence sa carrière à Modène et y bat le record du plus grand concert du monde en 2017.